# チャールズ・ウェルズリー (軍人)
チャールズ・ウェルズリー卿（英語: Lord Charles Wellesley、1808年1月16日 – 1858年10月9日）は、イギリスの軍人、政治家。イギリス首相の初代ウェリントン公爵アーサー・ウェルズリーの次男。庶民院議員（在任：1842年 – 1855年）を務めた。軍人としての最終階級は陸軍少将。

## 生涯
初代ウェリントン公爵アーサー・ウェルズリーと妻キャサリン（Catherine、旧姓パケナム（Pakenham）、1773年ごろ – 1831年4月24日、第2代ロングフォード男爵エドワード・マイケル・パケナムの娘）の次男として、1808年1月16日に生まれた。イートン・カレッジで教育を受けた後、1824年10月16日にオックスフォード大学クライスト・チャーチに入学した。1826年2月2日にケンブリッジ大学トリニティ・カレッジに転校、1831年にM.A.の学位を修得した。兄アーサー・リチャードと同じく、父と親しくないとされ、エドワード・ジョン・リトルトンは1832年6月17日の日記で「公爵は息子たちが好きだが、私は彼らが一緒に乗馬したり歩いたりするところを見たことがなく、話すことも滅多にないと思う。（中略）一方で（公爵は息子たちが）アプスリー・ハウスをバラックのように使うことを許し、そこで食事するときは一緒に食卓に着くことを許している」と述べた。
1824年1月16日、エンサイン（歩兵少尉）への辞令を購入して、第82歩兵連隊に配属された。第75歩兵連隊に転じたのち、	1826年5月20日にコルネット（騎兵少尉）への辞令を購入して、ロイヤル・ホース・ガーズに配属された。1828年11月21日に中尉への辞令を購入して昇進、1830年2月26日に歩兵大尉への辞令を購入して、所属連隊なし（半給扱い）で昇進した。同年6月18日、ライフル旅団に配属された。1831年5月3日、Lieutenant and Captain（大尉）への辞令を購入して、グレナディアガーズに配属された。同年9月8日、少佐への名誉昇進辞令を受けた。1833年10月4日、少佐への辞令を購入して正式に昇進、第87歩兵連隊に配属された。1834年までに再び所属連隊なし（半給扱い）になったが、同年6月6日に第5歩兵連隊に配属された。1837年12月29日に中佐への辞令を購入して、所属連隊なし（半給扱い）で昇進した。1841年9月10日、ヴィクトリア女王のChief Equerry and Clerk Marshalに任命された。1845年3月21日に所属連隊なし（半給扱い）になり、1846年7月にはChief Equerry and Clerk Marshalも辞任した。1851年11月11日、大佐への名誉昇進辞令を与えられた。1856年12月8日、少将に昇進した。
1835年イギリス総選挙で保守党候補としてロチェスター選挙区から出馬したが、442票（得票数3位）を得て、1票差で落選した。1842年8月、サウス・ハンプシャー選挙区の補欠選挙に出馬して、無投票で当選した。1847年イギリス総選挙で無投票で再選した。1852年イギリス総選挙でウィンザー選挙区に鞍替えして、241票（得票数1位）で当選した。1855年2月、ヘンプホーム荘園執事に任命されるという形で議員を辞任した。
1858年10月9日に死去した。

## 家族
1844年7月9日、オーガスタ・ソフィア・アン・ピアポント（Augusta Sophia Anne Pierrepont、1820年5月30日 – 1893年7月13日、ヘンリー・ピアポント閣下の娘）と結婚、3男3女をもうけた。
- アーサー（1845年5月5日 – 1846年7月7日[27]）
- ヘンリー（1846年4月5日 – 1900年6月8日） - 第3代ウェリントン公爵[27]
- ヴィクトリア・アレクサンドリナ（Victoria Alexandrina、1847年4月2日[28] – 1933年7月31日） - 1877年9月6日、初代ホームパトリック男爵イオン・トラント・ハミルトン（英語版）（1898年3月6日没）と結婚、子供あり[27]
- アーサー・チャールズ（1849年3月15日 – 1934年6月18日） - 第4代ウェリントン公爵[27]
- メアリー・アンジェラ（1850年10月21日[28] – 1936年4月26日） - 1875年9月7日、ジョージ・アーサー・ジャーヴォイス・スコット（George Arthur Jervoise Scott、1895年3月5日没）と結婚[27]
- ジョージナ（1853年5月15日[28] – 1880年2月3日） - 1874年7月22日、ウィリアム・ロール・マルコム（William Rolle Malcolm、1923年2月3日没、ジョン・マルコムの三男）と結婚、子供あり[27]